# Pregny-Chambésy

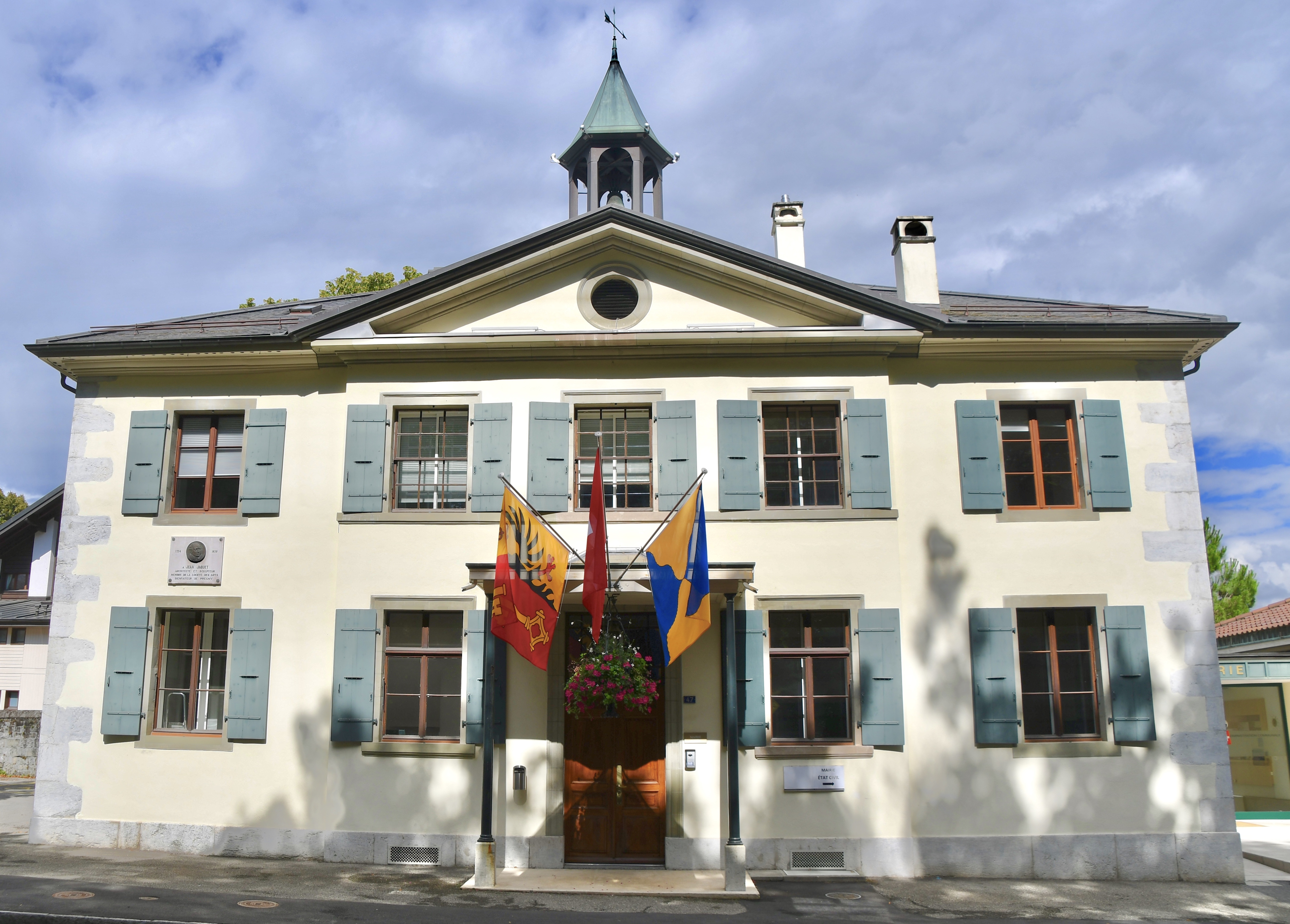
Rådhuset.

Pregny-Chambésy är en kommun i kantonen Genève, Schweiz. Kommunen har 4 035 invånare (2023).
Kommunen består av tre ortsdelar: Pregny, Chambésy-Dessus och Chambésy-Dessous.